# Борисов Георгій Павлович
Георгій Павлович Борисов (3 травня 1930, Тирасполь — 11 квітня 2018, Київ) — український науковець-матеріалознавець, педагог. Доктор технічних наук (1983), професор (1985). Заслужений діяч науки і техніки України (1999). Дослідник питань теорії управління гідродинамічними, теплофізичними та кристалізаційними процесами формування литих матеріалів, визначення ролі водневої обробки розплаву в процесах формування структури та властивостей алюмінієвих сплавів.
Протягом 60 років — науковий співробітник Інституту проблем лиття АН УРСР (пізніше — Фізико-технологічний інститут металів та сплавів НАН України; 1958—2018), з яких 40 років — завідувач відділу нових методів лиття (пізніше — механіки рідких і тверднучих сплавів). Засновник власної наукової школи з розробки нових методів лиття, один із засновників Асоціації ливарників України. Автор понад 300 наукових робіт, зокрема близько 140 авторських свідоцтв на винаходи. Учень професора Костянтина Ващенка.

## Життєпис
Народився 3 травня 1930-го року у місті Тирасполь, МАРСР, у родині службовців.
У 1950-му році закінчив Київський індустріальний технікум. Деякий час працював майстром спеціального ремісничого училища у місті Бердичів. Служив у лавах морської авіації Балтійського флоту ВМФ СРСР.
З 1953-го по 1958-й рік навчався на металургійному факультеті Київського політехнічного інституту, здобув кваліфікацію інженера-металурга за спеціальністю «Ливарне виробництво чорних і кольорових металів». Учень професора Костянтина Ващенка.
Після закінчення інституту за розподіленням був направлений на роботу до Інституту проблем лиття АН УРСР, з яким пов'язав усе своє подальше життя. У 1964-му році здобув науковий ступінь кандидата технічних наук, захистивши дисертацію на тему «Исследование свойств формовочных смесей, содержащих жидкое стекло и глину».
Через рік очолив відділ нових методів лиття (пізніше — механіки рідких і тверднучих сплавів). Під керівництвом Георгія Борисова науковці відділу розробили велику кількість високоефективного обладнання та технологій, зокрема використання регульованого теплосилового впливу на розплав під час тверднення, найбільший в СНГ агрегат АРД-5, новий тип установок ЛНД для виготовлення виливків з чавуну і сталі тощо.
У 1983-му році здобув науковий ступінь доктора технічних наук, захистивши дисертацію на тему «Разработка и внедрение технологии и оборудования для изготовления отливок из алюминиевых сплавов под регулируемым давлением». Через два роки був затверджений у вченому званні професора.
У 1995-му році був обраний членом-кореспондентом Національної академії наук України. Через чотири роки був нагороджений званням «Заслужений діяч науки і техніки України». У 2006-му році залишив посаду завідувача відділу механіки рідких і тверднучих сплавів, віддавши йому 40 років праці. До останнього працював головним науковим співробітником відділу.

Могила Георгія Борисова, Байкове кладовище

Помер на 88-му році життя 11 квітня 2018-го року. Був кремований, прах похований у колумбарії Байкового кладовища.

## Наукова діяльність
З самого початку роботи в Інституті проблем лиття разом з колегами розпочав розробку наукових і технологічних засад нових методів ливарного виробництва. Задля реалізації цих робіт була створена окрема лабораторія, науковцями якої були створені машина лиття під тиском з вертикальним приводом та технологія виготовлення оболонкових форм з піщано-рідкоскляних сумішей.
Дослідник питань теорії управління гідродинамічними, теплофізичними та кристалізаційними процесами формування литих матеріалів, визначення ролі водневої обробки розплаву в процесах формування структури та властивостей алюмінієвих сплавів. Засновник власної наукової школи з розробки нових методів лиття, один із засновників Асоціації ливарників України. Засновник ливарного факультету Київського народного університету технічного прогресу, близько 20-ти років працював деканом факультету, деякий час — проректором університету.
Науковий керівник та педагог близько 15 докторів та кандидатів наук, зокрема Олега Шиманського, Тараса Ціра тощо. Автор понад 300 наукових робіт, зокрема близько 140 авторських свідоцтв на винаходи. Член спеціалізованих рад з присудження наукових ступенів Київського політехнічного інституту та Фізико-технологічного інституту металів та сплавів. Член редакційних колегій часописів «Процеси лиття» та «Металознавство та обробка металів».